# سازمان هنری رسانه‌ای اوج
سازمان هنری رسانه‌ای اوج مؤسسه‌ای شبه‌دولتی وابسته به سپاه پاسداران انقلاب اسلامی است که در سال ۱۳۹۰ تأسیس شد. هزینه و اعتبارات تولیدات این مؤسسه با حمایت سپاه پاسداران تأمین می‌شود. این سازمان در زمینه تولید محصولات فرهنگی مطابق جهت‌گیری‌های جمهوری اسلامی ایران در بخش‌های مختلف مانند سینما، تئاتر، موسیقی، گرافیک و تبلیغات شهری فعال است. به گفته بنیانگذاران آن اهداف این سازمان ایجاد بستری برای شناسایی، آموزش و جهت‌دهی نیروهای مستعد انقلابی در عرصه‌های مختلف هنری و رسانه‌ای و نیز فراهم کردن زمینهٔ تولید و توزیع محصولات هم‌سو با انقلاب اسلامی می‌باشد.

## پیشینه
حضور سپاه پاسداران در زمینه تولید فیلم بیشتر در ارتباط با موضوع جنگ ایران و عراق بوده و تا اواخر دهه ۶۰ نام این نهاد با عناوینی چون «معاونت تبلیغات و انتشارات سپاه پاسداران» و «مرکز فرهنگی سپاه پاسداران» در فیلم‌ها دیده می‌شد. این حضور، به علاوه بر کمک‌های این نهاد در ساخت فیلم‌های مطابق نظر حاکمیت برای محصولات نهادهای دیگری چون سازمان توسعه سینمایی سوره (متعلق به حوزه هنری)، بخش فرهنگی بنیاد مستضعفان، گروه شاهد سیما و انجمن سینمای دفاع مقدس بود.
گسترده شدن فعالیت‌ها و حضور سپاه پاسداران در سینما با حضور طیفی از چهره‌های نظامی سابق و کادرهای سپاه پاسداران بودند که به دلایل مختلفی از علائق شخصی گرفته تا الزامات سازمانی وارد سینما شدند. ابراهیم حاتمی‌کیا و احمدرضا درویش از شاخص‌ترین چهره‌های برآمده از این سازمان در سینما محسوب می‌شوند. اما حضورهای سپاه پاسداران در دهه ۷۰ و نیمه اول دهه ۸۰ کاهش پیدا کرد. بعد حوادث سال ۸۸ سپاه لزوم حضور همه‌جانبه در فعالیت‌های فرهنگی را احساس کرده و با تجدیدساختار و تعریف مأموریت‌های تازه در حوزه فرهنگ با تشکیل سازمانی به نام «اوج» فعالیت‌هایش را در بخش‌های مختلف فرهنگی از جمله سینما آغاز کرد.
در حوزه تولیدات فیلم‌های بلند سینمایی، مؤسسه اوج با فیلم‌های سینمایی چ و بادیگارد ساخته چهره قدیمی برآمده از سپاه، ابراهیم حاتمی‌کیا به عنوان نخستین تولیدش خبرساز شد. فیلم چ که با هزینه ۶ میلیارد تومانی ساخته شد، کمتر از دو میلیارد تومان در گیشه درآمد داشت. این در حالی بود که تبلیغات شهری بسیار گسترده و پرهزینه‌ای برای آن انجام شد و صدا و سیما علاوه بر تبلیغات، تمام هیاهوهای پیرامون آن را هم پوشش داد تا آنجا که حاتمی‌کیا از عزت‌الله ضرغامی بابت اینکه «غیرتمندانه پای فیلم ایستاد» تشکر کرد. فیلم بادیگارد با این مضمون ساخته شد که نگهبانی از اصل نظام و نه چهره‌های لغزیده دولتی بوده‌است. این فیلم نیز همانند فیلم چ با تبلیغات گسترده همراه بود اما فروش آن حتی هزینه تبلیغات آن را نیز تأمین نکرد.
در فیلم ایستاده در غبار به عنوان محصول تکمیل شده از بخش مستندسازی، مسیر ورود استعدادهای تازه مثل محمدحسین مهدویان به سینمای حرفه‌ای هموار شد.
با موفقیت این فیلم‌ها، زمینه تثبیت «اوج» در سینما با امکانات گسترده مالی و تدارکاتی آن فراهم شد. به وقت شام ساخته ابراهیم حاتمی‌کیا دربارهٔ حضور نیروهای ایرانی در جنگ داخلی سوریه، تنگه ابوقریب دربارهٔ روزهای پایانی جنگ ایران و عراق جزو آثار تقدیر شده سال‌های اخیر این مؤسسه بودند که با تبلیغات و تقدیر نسبی منتقدان بر پرده سینماها رفتند.

## زیرمجموعه‌ها

### خانه طراحان انقلاب اسلامی
خانه طراحان انقلاب اسلامی از سال ۱۳۹۱ در قالب‌های گرافیک، گرافیک متحرک، فضاسازی، طراحی داخلی و طراحی صنعتی به تولید اثر می‌پردازد. از تولیدات گرافیکی این مرکز می‌توان به مجموعهٔ «صداقت آمریکایی»، طراحی دیوارنگاره‌های میدان ولی‌عصر و مجموعهٔ «شمر زمانه‌ات را بشناس» اشاره کرد. این دیوارنگاره، دارای عناوین مختلفی بوده است، همانند:
- عدو که خنجر خود می‌زند از پشت، نشد حریف پدر، کودکش را کُشت.
- معصوم تر، که بُود از این کودکان پاک؟
- دل ما معدنِ درد است و نفَس شعله آه ...
- یا  منصور  امت.
- همدردتم رفیق.

و غیره.

## فیلم‌های سینمایی
| سال  | عنوان           | کارگردان                                              | تهیه‌کننده                             | توضیح                 | منبع   |
| ---- | --------------- | ----------------------------------------------------- | ------------------------------------- | --------------------- | ------ |
| ۱۳۹۱ | چ               | ابراهیم حاتمی‌کیا                                      | بنیاد سینمایی فارابی ابراهیم حاتمی‌کیا | مشترک با بنیاد فارابی |        |
| ۱۳۹۴ | ایستاده در غبار | محمدحسین مهدویان                                      | حبیب‌الله والی‌نژاد                     |                       |        |
| ۱۳۹۴ | هیهات           | هادی نائیجی دانش اقباشاوی روح‌الله حجازی هادی مقدم‌دوست | محمدرضا شفیعی                         | در ۴ اپیزود           |        |
| ۱۳۹۴ | بادیگارد        | ابراهیم حاتمی‌کیا                                      | احسان محمدحسنی                        |                       |        |
| ۱۳۹۵ | امپراتور جهنم   | پرویز شیخ‌طادی                                         | محمد خزاعی                            |                       |        |
| ۱۳۹۶ | به وقت شام      | ابراهیم حاتمی‌کیا                                      | محمد خزاعی                            |                       |        |
| ۱۳۹۶ | تنگه ابوقریب    | بهرام توکلی                                           | سعید ملکان                            |                       |        |
| ۱۳۹۶ | سوءتفاهم        | احمدرضا معتمدی                                        | جلیل شعبانی                           |                       |        |
| ۱۳۹۷ | ۲۳ نفر          | مهدی جعفری                                            | مجتبی فراورده                         |                       |        |
| ۱۳۹۷ | زندانی‌ها        | مسعود ده‌نمکی                                          | مسعود ده‌نمکی                          |                       |        |
| ۱۳۹۸ | لباس شخصی       | امیرعباس ربیعی                                        | ٰحبیب‌الله والی‌نژاد                     |                       |        |
| ۱۳۹۸ | خروج            | ابراهیم حاتمی‌کیا                                      | ٰحبیب‌الله والی‌نژاد                     |                       |        |
| ۱۳۹۸ | آبادان ۱۱۶۰     | مهرداد خوشبخت                                         | حسن کلامی                             |                       |        |
| ۱۳۹۹ | مصلحت           | حسین دارابی                                           | محمدرضا شفاه                          | مشترک با حوزه هنری    |        |
| ۱۳۹۹ | منصور           | سیاوش سرمدی                                           | جلیل شعبانی                           |                       |        |
| ۱۳۹۹ | کارو            | احمد مرادپور                                          | حسین صابری                            |                       |        |
| ۱۴۰۰ | مسیح پسر مریم   | علی جعفرآبادی                                         | جلیل شعبانی مهدی فرجی                 |                       | [ ۱۱ ] |
| ۱۴۰۱ | غریب            | محمدحسین لطیفی                                        | حامد عنقا                             |                       |        |
| ۱۴۰۱ | سرهنگ ثریا      | لیلی عاج                                              | جلیل شعبانی                           |                       |        |
| ۱۴۰۲ | آبی روشن        | بابک خواجه‌پاشا                                        | سید محمدحسین میری                     | مشترک با بنیاد فارابی | [ ۱۲ ] |
| ۱۴۰۲ | مجنون           | مهدی شامحمدی                                          | عباس نادران                           |                       | [ ۱۳ ] |
| ۱۴۰۲ | خدای جنگ        | حسین دارابی                                           | سعید سعدی                             |                       | [ ۱۴ ] |
| ۱۴۰۲ | پرویزخان        | علی ثقفی                                              | عطا پناهی                             |                       |        |
| ۱۴۰۳ | خدای جنگ        | حسین دارابی                                           | سعید سعدی                             |                       |        |
| ۱۴۰۳ | اسفند           | دانش اقباشاوی                                         | جلیل شعبانی و مهاجر توحیدپرست         |                       |        |

## مجموعه تلویزیونی
| سال  | عنوان          | کارگردان                                                                 | تهیه‌کننده                | توضیح       | منبع          |
| ---- | -------------- | ------------------------------------------------------------------------ | ------------------------ | ----------- | ------------- |
| ۱۳۹۴ | آسمان من       | محمدرضا آهنج                                                             | محمدرضا آهنج، یوسف خزایی |             |               |
| ۱۳۹۶ | سر دلبران      | محمدحسین لطیفی                                                           | محمدرضا شفیعی            |             |               |
| ۱۳۹۶ | در میان خاکستر | سجاد امیریزدانی                                                          | مهدی همایون‌فر            |             | [ ۱۵ ]        |
| ۱۳۹۶ | پایتخت ۵       | سیروس مقدم                                                               | الهام غفوری              |             | [ ۱۶ ] [ ۱۷ ] |
| ۱۳۹۷ | مینو           | امیرمهدی پوروزیری                                                        | مهدی همایون‌فر            |             | [ ۱۸ ]        |
| ۱۳۹۷ | گیله‌وا         | اردلان عاشوری                                                            | امیر بنان                |             | [ ۱۹ ]        |
| ۱۳۹۹ | آقازاده        | بهرنگ توفیقی                                                             | حامد عنقا                | نمایش خانگی |               |
| ۱۴۰۰ | روز بلوا       | بهروز شعیبی                                                              | محمدرضا تخت‌کشیان         | نمایش خانگی | [ ۲۰ ]        |
| ۱۴۰۱ | مستوران        | مسعود آب‌پرور (فصل اول) سیدجمال سیدحاتمی (فصل اول) سیدعلی هاشمی (فصل دوم) | عطا پناهی                |             |               |
| ۱۴۰۲ | عشق کوفی       | حسن آخوند پور                                                            | سعید سعدی                |             |               |

## پویانمایی
| سال  | عنوان          | کارگردان            | تهیه‌کننده       | توضیح | منبع             |
| ---- | -------------- | ------------------- | --------------- | ----- | ---------------- |
| ۱۳۹۴ | بچرخ تا بچرخیم | رسول آذرگون         | محمدامین همدانی |       | [ نیازمند منبع ] |
| ۱۳۹۶ | فهرست مقدس     | محمدامین همدانی     | محمدامین همدانی |       | [ ۲۱ ]           |
| ۱۳۹۸ | روبان          | رسول زرین هادی طبسی | محمدامین همدانی |       | [ نیازمند منبع ] |
| ۱۳۹۸ | روزی سگی بود   | محمد افشارنژاد      | محمدامین همدانی |       | [ نیازمند منبع ] |
| ۱۴۰۰ | پسر دلفینی     | محمد خیراندیش       | محمدامین همدانی |       | [ نیازمند منبع ] |
| ۱۴۰۲ | ببعی قهرمان    | حسین صفارزادگان     | محمدمهدی مشکوری |       | [ ۲۲ ]           |

## پویانمایی سریالی
| سال  | عنوان           | کارگردان                    | تهیه‌کننده        | توضیح | منبع             |
| ---- | --------------- | --------------------------- | ---------------- | ----- | ---------------- |
| ۱۳۹۵ | حسنا کوچولو     | حسین صفارزادگان مجید محمودی |                  |       | [ نیازمند منبع ] |
| ۱۳۹۶ | اتل متل یه جنگل | مجید محمودی                 |                  |       | [ نیازمند منبع ] |
| ۱۳۹۷ | موچولوها        | هادی روزبهانی               | امیر مرندی       |       | [ نیازمند منبع ] |
| ۱۳۹۹ | آرمَن            | محمدرضا حسایی               |                  |       | [ نیازمند منبع ] |
| ۱۳۹۹ | شهر موشکی       | رسول آذرگون                 | میلاد حاجی‌پروانه |       | [ نیازمند منبع ] |

## برنامه‌های تلویزیونی و دیگر تولیدات
- برنامه تلویزیونی دین دات آی‌آر (۱۳۹۶)
- برنامه تلویزیونی مخاطب خاص
- برنامه تلویزیونی پیاده آمده‌ایم (۱۳۹۶)
- مجموعه مستند نبرد پنهان در خصوص جنگ سوریه
- مستندمسابقه خانه ما (۱۳۹۶)
- مستندمسابقه فاز[۲۳]
- مستندمسابقه ضد گلوله[۲۴]
- مستندمسابقه فرمانده (۱۳۹۳)
- اقیانوس آرام
- مستند مهین (مستند سینمایی)
- نمایش موزیکال هفت‌خوان اسفندیار
- نمایش بزرگ میدانی تنهاتر از مسیح
- برنامه تئاتر نبرد رستم و سهراب

## فعالیت‌های هنری
فعالیت‌های سازمان در قالب چندین زیرمجموعه با عنوان «خانه» یا «مرکز» سامان‌دهی می‌شود. این خانه‌ها عبارت اند از: مستند، پویانمایی، سرود، فیلم داستانی، فیلم‌نامه‌نویسی، طرح و گرافیک، کودک و نوجوان، هنرهای نمایشی و همچنین شبکه افق در بسیاری از فعالیت‌های خود، وابسته به سازمان هنری رسانه‌ای اوج می‌باشد و این سازمان بسیاری از محتوای این شبکه را تأمین می‌کند.
مأموریت اصلی سازمان اوج در یک‌کلام عبارت است از:
- سیاست گذاریِ راهبردی در حوزه تولیدات هنری گفتمان انقلاب اسلامی
- شناسایی و توانمندسازی مؤسسات یا استعدادهای جوان و خودجوش
- سازماندهی و نهایتاً سفارش تولید محصولات حرفه‌ای
- توزیع
- نظارت و ارزیابی بر فعالیت‌های فوق
سازمان در همه زمینه‌های هنری و رسانه‌ای فعال و در کارنامه‌اش از برگزاری نمایش و نمایشگاه تا تهیه فیلم‌های تلویزیونی و انیمیشن تا راه‌اندازی کافه و سینمای سیار و برگزاری شب شعر، دیده می‌شود. از جمله فعالیت‌های سازمان چاپ کتاب سی سال است که مجموعه روزنگار عکس‌های اجتماعی و تاریخ سیاسی انقلاب اسلامی است. خانه طراحان انقلاب اسلامی وابسته به سازمان، به تنهایی توانسته‌است صدها ویدئوکلیپ و موشن گرافیک از جمله «کدام نامزد»، «تکفیری‌ها»، «قیام موشک‌ها» و «صداقت آمریکایی» را تهیه کند.

## حاشیه‌ها
سمت و سوی فعالیت‌های فرهنگی این سازمان، چالش‌هایی را در سطح رسانه‌ای برانگیخته است. به‌خصوص پس از نصب بیلبوردهای صداقت آمریکایی در اوج مذاکرات هسته‌ای ایران و نیز ساخت انیمیشن بچرخ تا بچرخیم، همکاری نزدیک با امیر تتلو خواننده رپ در ساخت و تولید موزیک ویدئو انرژی هسته‌ای. بعضی رسانه‌ها، ساخت اینگونه فیلم‌ها را در راستای مخالفت با دولت برآورد کرده‌اند، موضوعی که مسوولان سازمان آنرا رد کرده و رویکرد خود را نه جناحی؛ بلکه منطبق با اهداف انقلاب اسلامی بیان کرده‌اند. البته این سازمان در نقد عملکرد دولت‌های پیشین نیز تولیداتی داشته که مبنای این اتهام را کمرنگ کرده‌است.
در تاریخ ۲۱ مهر ۱۴۰۱، بیلبورد تبلیغاتی با عکس زنان تاریخ‌ساز ایران توسط این نهاد در خیابان ولیعصر تهران نصب شد و به دنبال آن فاطمه معتمد آریا، مرضیه برومند، ژاله علو و تعدادی دیگر از افرادی که تصویر آنها بدون اجازه و در شرایط سرکوب شدید، بر روی این بیلبورد بود، اعتراض کردند و این بیلبورد در کمتر از ۲۴ ساعت به پایین کشیده شد.